# Jasmine Paolini
Jasmine Paolini (Castelnuovo di Garfagnana, 4 de enero de 1996) es una tenista profesional italiana. Ha llegado a ocupar el puesto número 4 del mundo, empatando el récord de la jugadora italiana de singles mejor clasificada junto con Francesca Schiavone en el ranking de la WTA. 
Paolini ha sido tres veces finalista de Grand Slam, disputó las finales de individuales y dobles del Torneo de Roland Garros 2024 y la final de individuales del Campeonato de Wimbledon de 2024. Paolini ha ganado dos títulos individuales y seis de dobles en el WTA Tour, incluido un título WTA 1000 individual en el Torneo de Dubai 2024, dos títulos WTA 1000 de dobles (Masters de Roma 2024 y Torneo de Pekín 2024) y una medalla de oro olímpica en dobles conseguida en París 2024, en colaboración con Sara Errani.
Es la actual número 1 italiana. El 7 de octubre de 2024, alcanzó el puesto número 9 en el ranking de dobles. Paolini formó parte del equipo italiano que ganó la Copa Billie Jean King 2024.

## Primeros años de vida
Paolini nació en Castelnuovo di Garfagnana y creció entre Carrara y Forte dei Marmi, en Toscana.  Su padre, Ugo, es italiano y su madre, Jacqueline, es de ascendencia polaca y ghanesa, originaria de Łódź. Su abuela materna, que vive en Łódź, es polaca y su abuelo materno, que vive en Copenhague , es ghanés. Su hermano, William, también juega tenis. 
Su padre y su tío la introdujeron al tenis a la edad de cinco años, y entrenó en el Club de Tenis Mirafiume en Bagni di Lucca en su juventud.  A la edad de 15 años, se mudó a Tirrenia para formarse. 

## Carrera

### Carrera Junior
En enero de 2013, Paolini ganó su único título juvenil en el J4 Wilson ITF Junior Classic en Bergheim. Hizo su debut en un Grand Slam Junior después de clasificarse para el Abierto de Estados Unidos más tarde ese año. Llegó a la tercera ronda en individuales, antes de perder ante el eventual finalista Tornado Alicia Black. También alcanzó la tercera ronda del Abierto de Australia en enero de 2014. 

### 2015-2017: debut en el WTA Tour, primer título de 100k
En mayo de 2015, Paolini recibió un comodín para el cuadro principal del torneo de dobles del Masters de Roma con Nastassja Burnett. La pareja perdió en la primera ronda ante Alla Kudryavtseva y Anastasia Pavlyuchenkova. 
En junio de 2017, Paolini llegó a su primera final como profesional y ganó su primer título de 100k en Marsella, donde derrotó a Taylor Townsend, Sara Cakarevic, Anhelina Kalinina, Dalma Gálfi y la máxima favorita Tatjana Maria.
Hizo su debut individual en el WTA Tour el mes siguiente en el Torneo de Båstad, pero perdió en la primera ronda ante la quinta cabeza de serie Carla Suárez Navarro. También participó en el Torneo de Guangzhou y perdió en la primera ronda ante la tercera cabeza de serie Anett Kontaveit. 

### 2018-2020: Victorias en el WTA Tour y top 100
Después de no clasificarse para el Abierto de Australia de 2018, Paolini representó a Italia en la Copa Billie Jean King contra España en el Grupo Mundial II y contra Bélgica en los play-offs del Grupo Mundial.
En abril de 2018, registró su primera victoria en el WTA Tour en la Torneo WTA de Bogotá contra Lizette Cabrera. Al mes siguiente, como perdedora afortunada en el Torneo de Praga, derrotó a la tercera cabeza de serie Daria Kasatkina y derrotó a Anna Karolína Schmiedlová para alcanzar sus primeros cuartos de final de la WTA.
En mayo de 2019, hizo su debut individual WTA 1000 como comodín en el Masters de Roma, pero perdió en la primera ronda ante Sofia Kenin. Más tarde ese mes, se clasificó para su primer torneo de Grand Slam en el Torneo de Roland Garros al superar a Anna Zaja, Rebecca Šramková y Allie Kiick en las eliminatorias sin perder un set.  Luego alcanzó los cuartos de final del Palermo Ladies Open, derrotó a Laura Siegemund e Irina-Camelia Begu antes de perder ante la cabeza de serie Kiki Bertens. 
Se clasificó para el cuadro principal de Guangzhou, donde alcanzó los cuartos de final. Después de llegar a la final del Torneo de Tokio en noviembre de 2019, Paolini alcanzó un nuevo récord personal del No. 96 del mundo. Fue la primera italiana en alcanzar el top 100 desde Camila Giorgi en 2012. 

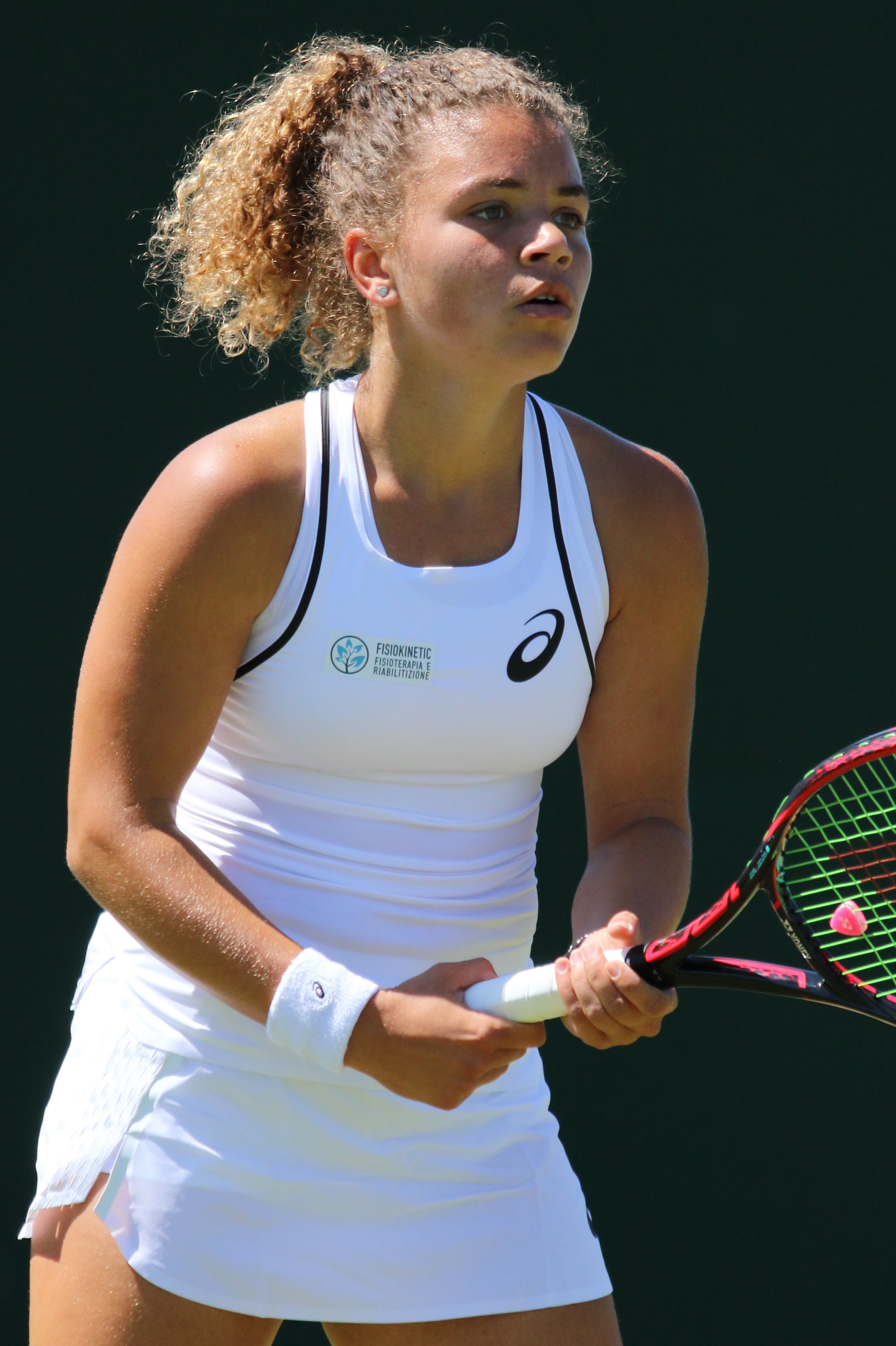
Jasmine Paolini en el Campeonato de Wimbledon 2019.

En 2020, Paolini ingresó directamente a los cuadros principales del Abierto de Australia y del Abierto de Estados Unidos, pero no logró avanzar más allá de la primera ronda de ninguno de los dos.  Logró su primera victoria de nivel WTA 1000 en el Masters de Roma 2020 al derrotar a Anastasija Sevastova en la primera ronda.
En el Torneo de Roland Garros, que se pospuso hasta septiembre debido a la pandemia de COVID-19, Paolini registró su primera gran victoria al derrotar a Aliona Bolsova en la primera ronda. También registró su primera victoria en dobles en un major, junto a Varvara Gracheva y derrotando a Lyudmyla y Nadiia Kichenok en la primera ronda. 

### 2022: Top 50, primera victoria entre los 10 primeros
En el Melbourne Summer Set 1, Paolini y su compañera Sara Errani llegaron a la final de dobles, pero perdieron ante el equipo segundo cabeza de serie de Asia Muhammad y Jessica Pegula. Después del Abierto de Australia, Paolini entró por primera vez en el top 50 de la WTA. Llegó a terceras rondas consecutivas en el Masters de Indian Wells, derrotando a la segunda cabeza de serie, Aryna Sabalenka, en la segunda ronda para su primera victoria entre los 10 primeros. 

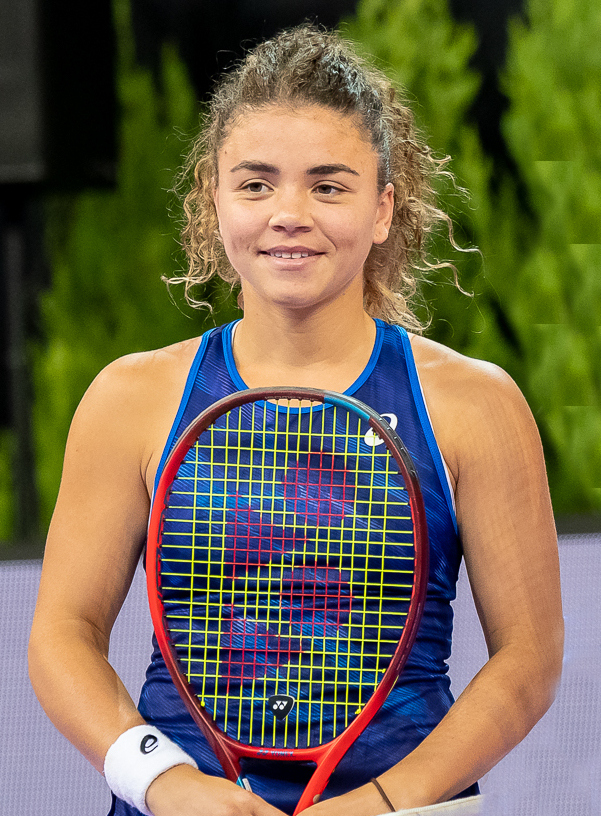
Paolini en el Torneo de Cluj-Napoca.

Paolini alcanzó cuartos de final consecutivos de la WTA 250 en Torneo de Palermo 2022 y Torneo de Varsovia 2022.  Al intentar defender su título en el Torneo de Portoroz, Paolini derrotó a Tara Würth y Kaja Juvan, antes de perder ante la eventual campeona Kateřina Siniaková en los cuartos de final. Llegó a su segunda final WTA en el Torneo de Cluj-Napoca 2022, derrotando a la sexta cabeza de serie Marta Kostyuk, Dayana Yastremska, Jule Niemeier y a la séptima cabeza de serie Wang Xiyu, antes de perder finalmente ante Anna Blinkova. Terminó su temporada ganando el Torneig Internacional Els Gorchs de 100.000 dólares.

### 2024: Finales importantes y oro olímpico en dobles
En el Abierto de Australia, Paolini alcanzó la cuarta ronda de un major por primera vez tras conseguir la victoria en primera ronda sobre Diana Shnaider por 6-3, 6-4, a Tatjana Maria  en la segunda ronda por 6-2, 6-3 y Anna Blinkova en la tercera ronda por 7-6 (7-1), 6-4 asegurando así los cuartos de final donde fue derrotada por Anna Kalinskaya en set seguidos por 4-6, 2-6. A pesar de la derrota, alcanzó el puesto 24 en el Ranking WTA, el más alto de su carrera. 
Jugando con Sara Errani, ganó el título de dobles en el Torneo de Linz 2024 en febrero, sorprendieron a las cabezas de serie número 1 Nicole Melichar-Martínez y Ellen Pérez por 7-5, 4-6, (10-7) para ganar el título de dobles de Linz.derrotando a las principales cabezas de serie en la final. Errani y Paolini tardaron 1 hora y 33 minutos en superar a las cabezas de serie y conseguir su segundo título de dobles de la WTA como pareja.
En el Torneo de Dubái 2024, debutó en primera ronda derrotando a la cabeza de serie no.11 Beatriz Haddad Maia en tres set por 4-6, 6-4, 6-0 para enfrentar a Leylah Fernández superándola en dos set por 6-3, 6-4, mientras que en la tercera ronda consiguió su primera victoria sobre una top-10 en la temporada tras derrotar en set corridos a la no.8 del mundo María Sákkari por 6-4, 6-2, Paolini alcanzó sus segundos cuartos de final en el nivel WTA 1000, pasando a las semifinales tras la retirada de la cuarta cabeza de serie Elena Rybakina. Llegó a su primera final en este nivel, tras vencer a Sorana Cîrstea en las semifinales por 6-2, 7-6 (8-6). En la final, derrotó a la clasificadora Anna Kalinskaya para ganar su primer título WTA 1000, vengándose de su derrota en el Abierto de Australia a principios de temporada. Como resultado, pasó al top 15 de la clasificación el 26 de febrero de 2024. 
En el Masters de Indian Wells, Paolini alcanzó la cuarta ronda, derrotando nuevamente a Tatjana Maria y a la cabeza de serie número 21 Anna Kalinskaya, antes de perder ante la cabeza de serie número 28 Anastasia Potapova. Alcanzó un nuevo ranking, el más alto de su carrera, en el puesto 13 después de una aparición en cuartos de final en el Gran Premio Porsche en Stuttgart, donde derrotó a su compatriota Sara Errani por 6-1, 6-0 y a la séptima favorita Ons Jabeur antes de perder ante la eventual campeona Elena Rybakina en tres set por 3-6, 7-5, 3-6. Después de una cuarta ronda en el Masters de Madrid 2024, ascendió aún más hasta alcanzar el puesto 12, el más alto de su carrera. 
En asociación con Sara Errani, Paolini llegó a la final de dobles en el Masters de Roma y derrotó al equipo clasificado como tercer cabeza de serie de Coco Gauff y Erin Routliffe para ganar su primer título de dobles WTA 1000. Como resultado, alcanzó el top 25 en dobles el 20 de mayo de 2024. Mientras que en individuales perdió en primera ronda contra Mayar Sherif en tres set por un marcador de 6-7 (4-7), 6-2, 4-6.

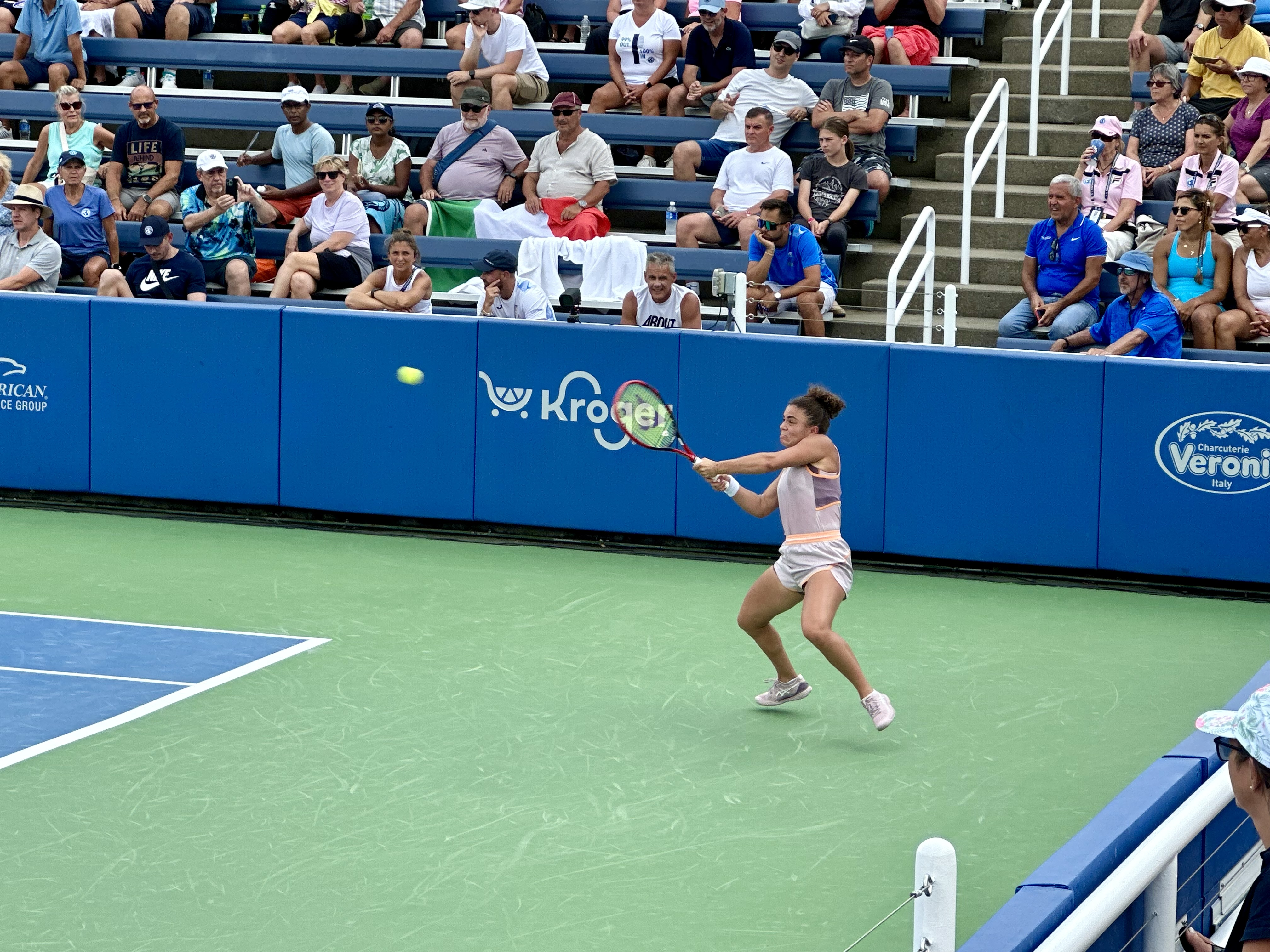
Jasmine Paolini en el Masters Cincinnati 2024.

Sembrada en el puesto 12 en el Torneo de Roland Garros 2024, Paolini superó los cuartos de final de un Grand Slam por primera vez, tras conseguir victorias sobre Daria Saville en primera ronda por 6-3, 6-4, en segunda ronda contra Hailey Baptiste, en un partido ajustado que ganó en dos set por 6-4, 7-6 (8-6), para enfrentar a Bianca Andreescu en tercera ronda a la que superó en tres set por 6-1, 3-6, 6-0, y en cuarta ronda a Elina Avanesyan nuevamente en tres set por 4-6, 6-0, 6-1 para avanzar a unos cuartos de final de grand slam por primera vez en su carrera. Luego derrotó a la cuarta cabeza de serie Elena Rybakina en tres set por 6-2, 4-6, 6-4 para firmar su primera victoria entre las cinco primeras en un major y asegurándose su entrada al top-10 del ranking WTA por primera vez en su carrera.En las semifinales, derrotó a la revelación del torneo Mirra Andreeva con un marcador de 6-3, 6-1 para alcanzar su primera final de Grand Slam, donde finalmente perdió ante la No. 1 del mundo y doble campeona defensora, Iga Świątek en dos set donde fue superada ampliamente por 2-6, 1-6.
También llegó a la final de dobles con su compatriota Sara Errani, tras superar en cuartos de final a la pareja formada por Emma Navarro & Diana Shnaider por 6-3, 6-3 avanzando por primera vez a las semifinales de dobles en un major. En las semifinales derrotaron a Marta Kostyuk y Elena-Gabriela Ruse en tres set avanzando a sus primeras finales de dobles en un Grand Slam pero la pareja perdió ante el equipo quinto cabeza de serie de Coco Gauff y Kateřina Siniaková en dos set por 6-7 (5-7), 3-6.
Sin haber ganado nunca un partido en el torneo, Paolini, séptima cabeza de serie, llegó a la final del Campeonato de Wimbledon, registrando victorias sobre Sara Sorribes Tormo en primera ronda por 7-5, 6-3.  En la segunda ronda enfrentó a Greet Minnen consiguiendo la victoria en dos set por 7-6 (7-5), 6-2, avanzando a la tercera ronda donde enfrentó a Bianca Andreescu por segundo mejor seguido venciéndola en dos set por 7-6 (7-4), 6-1. En los cuartos de final enfrentó la cabeza de serie no.12 Madison Keys que se vio obligada a retirarse en el tercer set  tras ir en el marcador con 6-3, 6-7 (6-8), 5-5 para avanzar a cuartos de final por segunda vez en el año y en su carrera.Enfrentó a la cabeza de serie no.19, Emma Navarro superándola ampliamente por 6-2, 6-1 para pasar a su segunda semifinales de Grand Slam de su carrera y de manera consecutiva. Se convirtió en la primera mujer italiana en llegar a las semifinales de Wimbledon en la Era Abierta, y la primera mujer en llegar a las finales del Torneo de Roland Garros y de Wimbledon en la misma temporada desde Serena Williams en 2016. Enfrentó a Donna Vekić, en un partido ajustado que se decidió en el tercer set tras un 2-6, 6-4 en los dos primeros parciales del partido, en el tercer set disputaron un super tie break agónico que terminó 10-8 a favor de Paolini que había tenido punto de partido en el 6-5, el partido tuvo una duración total de 2 horas y 51 minutos siendo el más largo de toda la historia de Wimbledon. Paolini finalmente perdió en la final ante la cabeza de serie número 31 Barbora Krejčíková en tres sets 2-6, 6-2, 4-6. Después de su gran torneo, alcanzó un nuevo ranking más alto de su carrera, el número 5 del mundo, el 15 de julio de 2024.

“Es una jugadora increíble, siempre la he apreciado y estoy muy contenta de que en estos últimos meses haya logrado expresar definitivamente todo su talento, completando su maduración tenística. Se ha adaptado perfectamente a la hierba, que en mi opinión es perfecta para sus características: juega muy bien en la red y tiene un golpe de derecha realmente espectacular".
Billie Jean King sobre Paolini tras llegar a la final del Campeonato de Wimbledon 2024

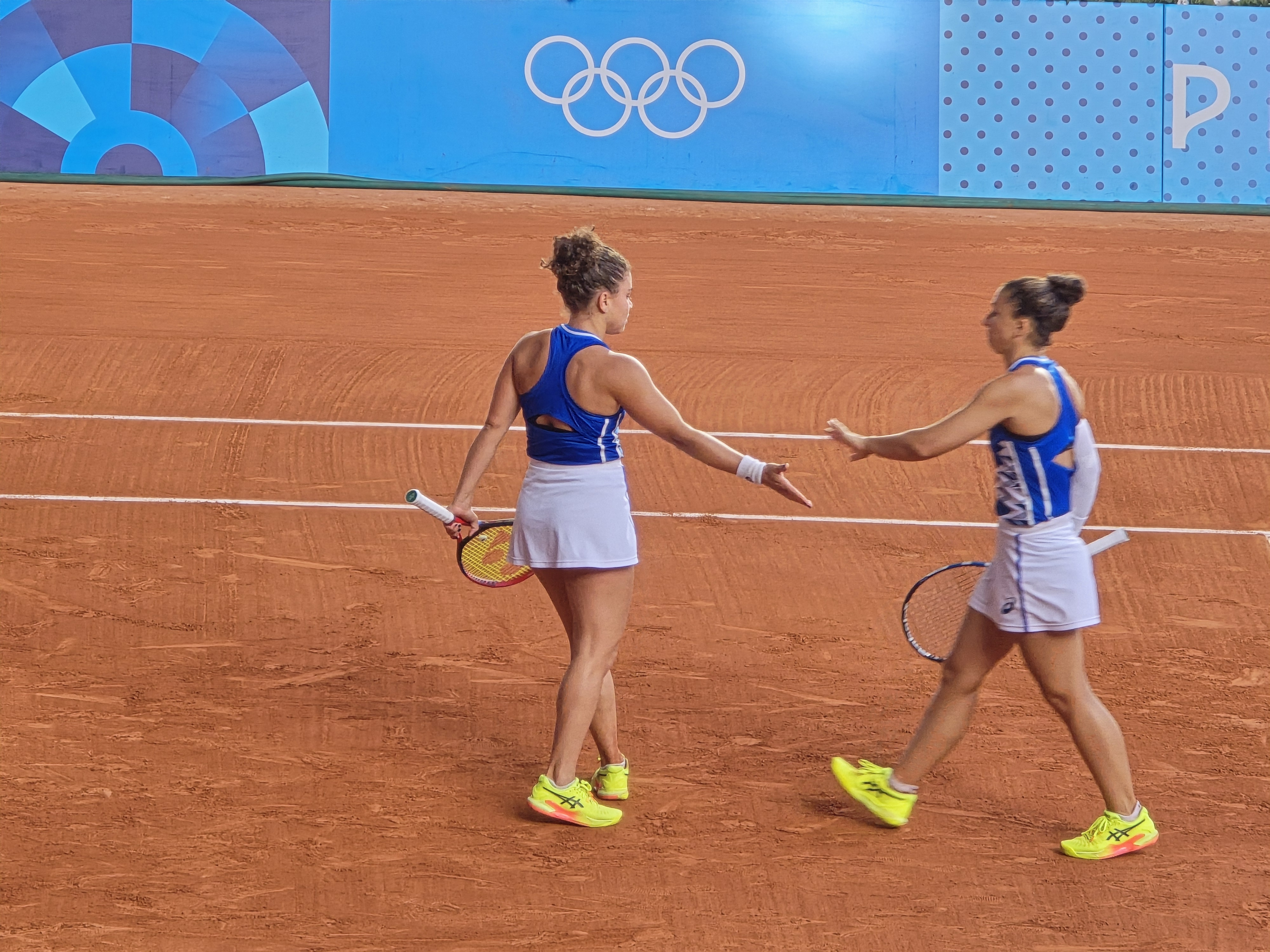
Errani y Paolini vs. Mirra Andreeva y Diana Shnaider en la final de los Juegos Olímpicos de París 2024

Como cuarta cabeza de serie en individuales en los Juegos Olímpicos de Verano de 2024, fue derrotada en la tercera ronda por la No. 67 del mundo, Anna Karolína Schmiedlová. Tercera cabeza de serie en dobles, junto a Sara Errani derrotaron a las representante de Australia Erin Routliffe y Lulu Sun en dos set por 6-2, 6-3, en la segunda ronda continuaron sumando victorias esta vez ante las locales representante de Francia Caroline Garcia y Diane Parry por 5-7, 6-3, 10-8. En cuartos de final vencieron a las representantes de Reino Unido, Katie Boulter y Heather Watson en dos set por 6-3, 6-1 para asegurándose así pelear por las medallas. En semifinales enfrentaron a las Chequias Karolina Muchova y Linda Noskova superándolas en dos set por 6-3, 6-1 y en las finales ganaron las medallas de oro, derrotando a Mirra Andreeva y Diana Shnaider por 2-6, 6-1, 10-7.
En el Abierto de Estados Unidos 2024, enfrentó en la primera ronda a Bianca Andreescu que se ha convertido en un enfrentamiento habitual en major, siendo este el tercero de manera consecutiva, como había sucedido en los dos partidos previos Paolini se llevó la victoria en tres set por 6-7 (5-7), 6-2, 6-4.  En segunda ronda su rival Karolína Plíšková se retiró en el primer set tras disputar tres punto, poniendo fin a su racha de derrotas ante jugadoras checas en individuales. En la tercera ronda venció por 6-3, 6-4 a Yúliya Putíntseva para conseguir así llegar a cuarta ronda en todos los grand slam del año, pero no pudo avanzar a más tras caer derrotada ante Karolína Muchová por 3-6, 3-6. 
En octubre, Paolini y Errani ganaron los títulos de dobles en el Torneo de Pekín, derrotando a Chan Hao-ching y Veronika Kudermetova en la final y convirtiéndose en las primeras campeonas italianas de dobles en el torneo. Tras ganar el título, Paolini alcanzó el top 10 en dobles en el puesto 9 del mundo el 7 de octubre de 2024, convirtiéndose en el/la único/a jugador/a activa/a en ese momento, masculino o femenino, clasificado entre los 10 primeros tanto en individuales como en dobles. En individuales, en el mismo torneo, Paolini alcanzó la tercera ronda, donde perdió ante la cabeza de serie número 31 Magda Linette. En el siguiente WTA 1000, el Torneo de Wuhan 2024 en su debut, alcanzó los cuartos de final individuales con victorias sobre Yuan Yue y la lucky loser Erika Andreeva.Paolini perdió ante la quinta favorita y eventual subcampeón Zheng Qinwen.  Como resultado, alcanzó un nuevo ranking más alto de su carrera, el No. 4 del mundo, empatando el récord de la jugadora italiana de singles mejor clasificada en la historia junto a Francesca Schiavone el 28 de octubre de 2024.

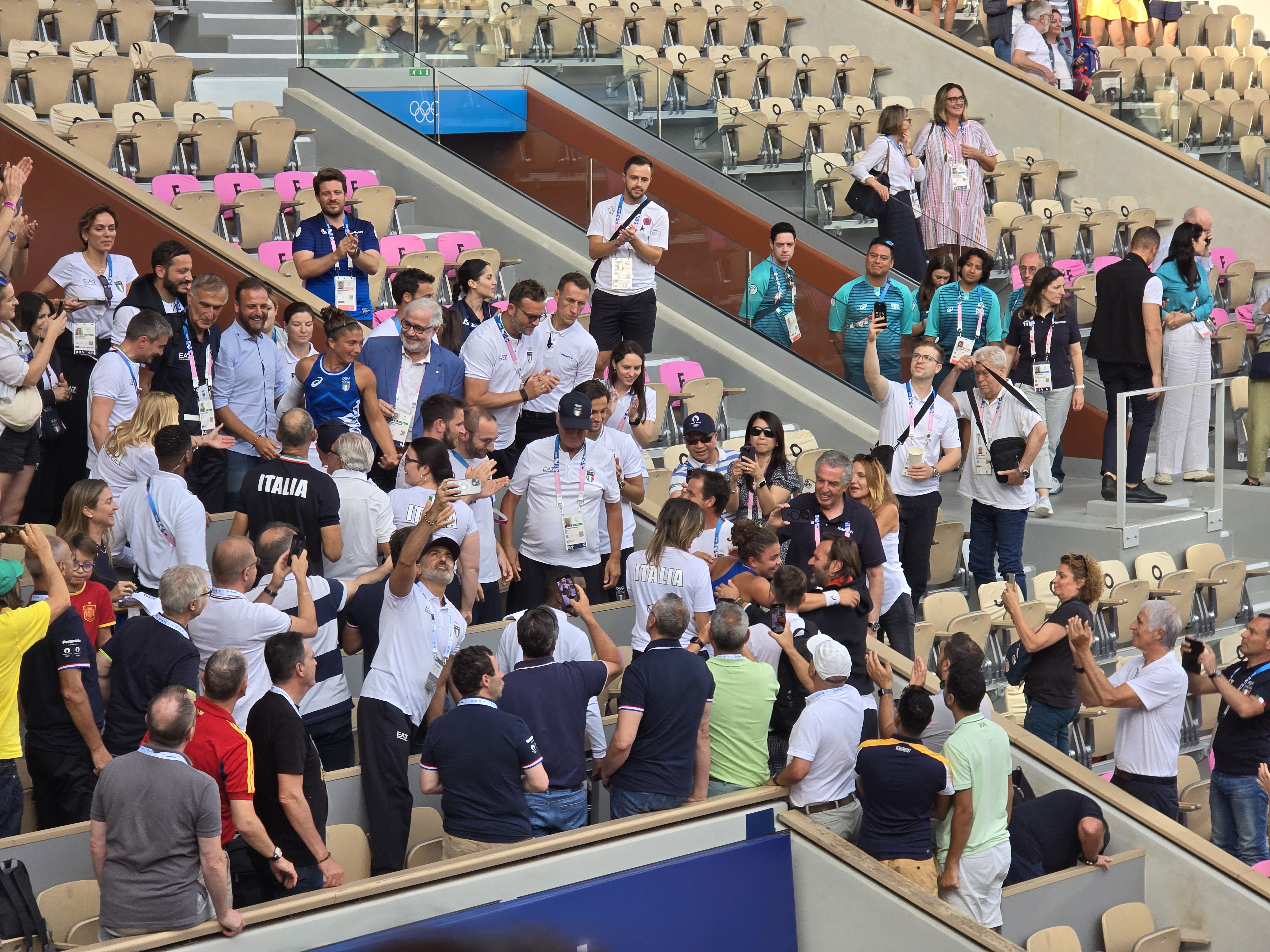
Paolini con su equipo celebrando tras ganar la medalla de oro en los Juegos Olímpicos de París 2024.

A los 28 años, Paolini se convirtió en la segunda jugadora de mayor edad, después de Li Na, en debutar en las WTA Finals en noviembre, derrotando a Elena Rybakina en sets corridos en su primer partido de todos contra todos. Perdió su segundo partido ante la no.1 del mundo Aryna Sabalenka.  Paolini fue derrotada por el eventual subcampeón Zheng Qinwen en su último partido de todos contra todos, dejándole sin chance de avanzar a las semifinales.En asociación con Sara Errani, también salió de los dobles en la etapa de todos contra todos después de compilar un récord de una victoria y dos derrotas. 
En la final de la Copa Billie Jean King en España, Paolini derrotó a Moyuka Uchijima y luego formó equipo con Sara Errani para superar a Shuko Aoyama y Eri Hozumi mientras Italia ganaba su eliminatoria de cuartos de final contra Japón.  Italia se enfrentó a Polonia en las semifinales y, después de perder su partido de individuales ante Iga Świątek, Paolini se combinó nuevamente con Sara Errani para derrotar a Katarzyna Kawa y Świątek en los dobles decisivos y asegurarse un lugar en la final.  Luego derrotó a Rebecca Šramková para reclamar los puntos ganadores cuando Italia venció a Eslovaquia en la final para llevarse el primer título después de ocho años de su última conquista.

## Torneos de Grand Slam (1; 0+1)

### Individuales

#### Finalista (2)
| Año  | Torneo        | Oponente en la final | Resultado     |
| 2024 | Roland Garros | Iga Świątek          | 2-6, 1-6      |
| 2024 | Wimbledon     | Barbora Krejčíková   | 2-6, 6-2, 4-6 |

### Dobles
| Año  | Torneo        | Pareja      | Oponentes en la final           | Resultado     |
| 2025 | Roland Garros | Sara Errani | Anna Danilina Aleksandra Krunić | 6-4, 2-6, 6-1 |

#### Finalista (1)
| Año  | Torneo        | Pareja      | Oponentes en la final         | Resultado   |
| 2024 | Roland Garros | Sara Errani | Cori Gauff Kateřina Siniaková | 6-7(5), 3-6 |

## Juegos Olímpicos

### Dobles

#### Medalla de oro
| Año  | Campeonato | Pareja      | Oponentes en la final         | Resultado        |
| 2024 | París 2024 | Sara Errani | Mirra Andreeva Diana Shnaider | 2-6, 6-1, [10-7] |

## Títulos WTA (12; 3+9)

### Individual (3)
| Leyenda              |
| -------------------- |
| Grand Slam (0)       |
| Juegos Olímpicos (0) |
| WTA Finals (0)       |
| WTA 1000 (2)         |
| WTA 500 (0)          |
| WTA 250 (1)          |

| N.º | Fecha                    | Torneo   | Superficie    | Oponente en la final | Resultado     |
| --- | ------------------------ | -------- | ------------- | -------------------- | ------------- |
| 1.  | 19 de septiembre de 2021 | Portoroz | Dura          | Alison Riske         | 7-6(4), 6-2   |
| 2.  | 24 de febrero de 2024    | Dubái    | Dura          | Anna Kalinskaya      | 4-6, 7-5, 7-5 |
| 3.  | 17 de mayo de 2025       | Roma     | Tierra batida | Coco Gauff           | 6-4, 6-2      |

#### Finalista (6)
| N.º | Fecha                 | Torneo        | Superficie        | Oponente en la final | Resultado     |
| --- | --------------------- | ------------- | ----------------- | -------------------- | ------------- |
| 1.  | 16 de octubre de 2022 | Cluj Napoca   | Tierra batida     | Anna Blinkova        | 2-6, 6-3, 2-6 |
| 2.  | 23 de julio de 2023   | Palermo       | Tierra batida (i) | Qinwen Zheng         | 4-6, 6-1, 1-6 |
| 3.  | 22 de octubre de 2023 | Monastir      | Dura              | Elise Mertens        | 3-6, 0-6      |
| 4.  | 8 de junio de 2024    | Roland Garros | Tierra batida     | Iga Świątek          | 2-6, 1-6      |
| 5.  | 13 de julio de 2024   | Wimbledon     | Hierba            | Barbora Krejčiková   | 2-6, 6-2, 4-6 |

### Dobles (9)
| Leyenda              |
| Grand Slam (1)       |
| Juegos Olímpicos (1) |
| WTA Finals (0)       |
| WTA 1000 (4)         |
| WTA 500 (1)          |
| WTA 250 (2)          |

| N.º | Fecha                 | Torneo            | Superficie    | Pareja        | Oponentes en la final               | Resultado           |
| --- | --------------------- | ----------------- | ------------- | ------------- | ----------------------------------- | ------------------- |
| 1.  | 11 de julio de 2021   | Hamburgo          | Tierra batida | Jil Teichmann | Astra Sharma Rosalie Van der Hoek   | 6-0, 6-4            |
| 2.  | 21 de octubre de 2023 | Monastir          | Dura          | Sara Errani   | Mai Hontama Natalija Stevanović     | 2-6, 7-6(4), [10-6] |
| 3.  | 4 de febrero de 2024  | Linz              | Dura (i)      | Sara Errani   | Nicole Melichar Ellen Perez         | 7-5, 4-6, [10-7]    |
| 4.  | 19 de mayo de 2024    | Roma              | Tierra batida | Sara Errani   | Cori Gauff Erin Routliffe           | 6-3, 4-6, [10-8]    |
| 5.  | 4 de agosto de 2024   | JJ.OO. París 2024 | Tierra batida | Sara Errani   | Mirra Andreeva Diana Shnaider       | 2-6, 6-1, [10-7]    |
| 6.  | 6 de octubre de 2024  | Pekín             | Dura          | Sara Errani   | Chan Hao-ching Veronika Kudermetova | 6-4, 6-4            |
| 7.  | 15 de febrero de 2025 | Doha              | Dura          | Sara Errani   | Xinyu Jiang Fang-Hsien Wu           | 7-5, 7-6(10)        |
| 8.  | 18 de mayo de 2025    | Roma              | Tierra batida | Sara Errani   | Veronika Kudermetova Elise Mertens  | 6-4, 7-5            |
| 9.  | 8 de junio de 2025    | Roland Garros     | Tierra batida | Sara Errani   | Anna Danilina Aleksandra Krunić     | 6-4, 2-6, 6-1       |

#### Finalista (3)
| N.º | Fecha               | Torneos       | Superficie    | Pareja      | Oponentes en la final             | Resultado        |
| --- | ------------------- | ------------- | ------------- | ----------- | --------------------------------- | ---------------- |
| 1.  | 9 de enero de 2022  | Melbourne I   | Dura          | Sara Errani | Asia Muhammad Jessica Pegula      | 3-6, 1-6         |
| 2.  | 9 de junio de 2024  | Roland Garros | Tierra batida | Sara Errani | Cori Gauff Kateřina Siniaková     | 6-7(5), 3-6      |
| 3.  | 22 de junio de 2025 | Berlín        | Hierba        | Sara Errani | Tereza Mihalíková Olivia Nicholls | 6-4, 2-6, [6-10] |

## Títulos WTA 125s

### Individuales (2–1)
| Resultado | Fecha               | Torneo     | Superficie    | Oponente          | Puntaje     |
| --------- | ------------------- | ---------- | ------------- | ----------------- | ----------- |
| Finalista | 9 de mayo de 2021   | Saint-Malo | Tierra batida | Viktorija Golubic | 1-6, 3-6    |
| Campeona  | 12 de junio de 2021 | Bol        | Tierra batida | Arantxa Rus       | 6-2, 7-6(4) |
| Campeona  | 21 de mayo de 2023  | Florencia  | Tierra batida | Taylor Townsend   | 6-3, 7-5    |